# Векки, Бернардино де
Бернардино Де Векки (итал. Bernardino de Vecchi; 28 июня 1699, Сиена, Великое герцогство Тосканское — 24 декабря 1775, Рим, Папская область) — итальянский куриальный кардинал. Кардинал-священник с 24 апреля 1775, с титулом церкви Сан-Чезарео-ин-Палатио с 29 мая 1775.